# Schnaftl Ufftschik
Schnaftl Ufftschik ist eine aus Berlin stammende Brassband, die aber auch Jazz, Folk und andere Musikstile spielt. Markant ist vor allem die Mischung verschiedener Stile in einem Song.

## Geschichte
Schnaftl Ufftschik wurde im Oktober 1995 von Reinhard Gundelwein, Rolf „Cello“ Fischer und Lutz Wolf als eine Art verrückte Zirkusband gegründet. 1996 gewann die Band den Musikpreis der Kulturen in Berlin und Brandenburg Musica Vitale.
Mit der Zeit traten alle Gründungsmitglieder (außer Reinhard Gundelwein und Lutz Wolf) aus der Band aus, und es bildete sich die jetzige Besetzung. 1999 erschien das erste Album Sabagold, ein Mitschnitt eines Konzerts in Dresden. Seit 2006 besteht eine Zusammenarbeit mit den brasilianischen Sängerinnen Letícia Coura und Adriana Capparelli. Zusammen mit den beiden Sängerinnen und ihrem Programm BRASSil Voices trat die Gruppe u. a. 2009 beim Donauinselfest in Wien auf. 2009 wurde die Band, aufgrund ihrer musikalischen Vielfalt, Mitglied im Ensemble des Rudolstädter Theaters. Dort sind bereits drei Stücke entstanden, Zwei Krawatten, Die Schicksalssinfonie und Der Aufstieg der Amateure; die Musik für die Stücke Zwei Krawatten und Die Schicksalssinfonie wurde von Sousaphon Stefan Gocht arrangiert. Schnaftl Ufftschik wirkt sowohl musikalisch als auch theatral mit.
Neben ihrem aktuellen Programm Brasso Continuo hat die Band auch ein Programm „Das Magische Instrument“, das sich speziell an Kinder richtet.
Der Name der Band leitet sich von einer westsibirischen Sage ab. Laut eigener Darstellung ist der Schnaftl Ufftschik ein Waldkobold, der blondzöpfige Mädchen beim Wasserholen am Brunnen beschützt. Er reist mit der transsibirischen Eisenbahn um die Welt und sammelt dort Tonfragmente verschiedener Musikstile ein.

## Diskografie
- Sabagold (1999, Oriente Musik)
- Oi Tate (2002, Global Village Music)
- Hotcooltür (2004, Raumer Records)
- Strayaway (2007, Raumer Records)
- Brasso Continuo (2011, Raumer Records)

## Auszeichnungen
- 1996: Musica Vitale Musikpreis der Kulturen in Berlin und Brandenburg
- 1997: Folkförderpreis (seit 1997 Ruth-Deutscher Weltmusikpreis)
- 2001, 2003, 2006, 2009: Studiopreis des Berliner Senats